# 메이플 리프 푸즈
메이플 리프 푸즈(영어: Maple Leaf Foods)는 캐나다의 식품 기업이다.